# ロケッテン
ロケッテン (rocketene) とは、有機化合物の一種で、ベンゼン環にシクロプロパン環とシクロブタン環が1個ずつ縮合した構造を持つ3環性炭化水素。立体的なひずみを持つベンゼン誘導体として合成、研究された化合物だが、その独特の構造がロケット (rocket) を思わせることからいつしかロケッテンと呼ばれるようになった。

## 合成
1975年に2つの研究グループから、ロケッテンの合成について独立した報告が行われた。
Davalian らは、1,3-ブタジエンとマレイン酸ジエチルのディールス・アルダー反応から出発して、6段階でロケッテンを得た。その中で、3員環はジクロロカルベンの二重結合への付加、4員環は光による電子環状反応により構築した。全収率は約 5% であった。
Vollhardt らは、1,5-ヘキサジインと 3-メトキシ-1-トリメチルシリルプロピンからコバルト錯体を触媒として[2+2+2]環化により対応するシクロブタベンゼン誘導体を作り、シリル基を臭素に変換した後に n-ブチルリチウムによる脱離反応（収率 5%）によりロケッテンを得た。この手法は、後に Stang ら、さらに Halton らによる基質、条件の改良が施された。改良後のロケッテンの合成経路を下に図示する。
1,5-ヘキサジインと 3-（トリメチルシリロキシ）-1-（トリブチルスタンニル）プロピンをコバルト錯体により環化させ、n-ブチルリチウムによる脱離反応でロケッテンが得られる。脱離反応の収率の大幅な向上 (65%) は、脱離基を変えたことでもたらされたものである。

## 性質
ロケッテンでは、シクロプロパン環とシクロブタン環が縮合することでベンゼン環上に立体的なひずみがもたらされている。X線結晶構造解析の結果から、ロケッテンのベンゼン環の6角形では、シクロプロパン環、シクロブタン環と縮合している炭素上の結合角がそれぞれ 126.3°、124.4°、そして縮合がない炭素上の結合角が 109.2°と、通常のベンゼン環の結合角 (120°) に比べ大きくひずんでいることがわかった。
反応性としては、ヨウ素などの求電子剤と反応してシクロプロパン環が開環すること、強塩基によりシクロプロパン環上のベンジル位のプロトンが引き抜かれてアニオンが発生し、求電子剤で官能基を導入できることが報告されている。